# Sleepwalkin'
Sleepwalkin' is een single van de Haagse rockformatie Golden Earring uit 1976.
Het nummer is geschreven door Barry Hay en George Kooymans en afkomstig van het album To the Hilt. De B-kant van de single was "Babylon". Het nummer bereikte de vijfde positie in de Nederlandse Top 40 en was daarmee het enige nummer van dit album dat een hit werd. In de Belgische Ultratop 50 bereikte de single plek 24 (Vlaanderen)/plek 50 (Wallonië). Het is de laatste single van de band waar Robert Jan Stips op meespeelt.

## NPO Radio 2 Top 2000
| Nummer met noteringen in de NPO Radio 2 Top 2000 | '00  | '01-'06 | '07  |
| ------------------------------------------------ | ---- | ------- | ---- |
| Sleepwalkin'                                     | 1632 | -       | 1928 |

1. ↑  Een '-' betekent dat het nummer niet was genoteerd en een vetgedrukt getal geeft de hoogste notering aan.
2. ↑  2000 was het eerste jaar met een notering voor dit nummer.
3. ↑  Deze tabel is bijgewerkt tot en met de laatste editie (2024).

Discografie